# Lembosiopsis andromedae
Lembosiopsis andromedae är en svampart som först beskrevs av Tracy & Earle, och fick sitt nu gällande namn av Ferdinand Theissen 1913. Lembosiopsis andromedae ingår i släktet Lembosiopsis och familjen Asterinaceae.   Inga underarter finns listade i Catalogue of Life.